# 硫化镁
硫化镁（化学式：MgS）是镁的硫化物，室温下为无色晶体，不纯时为棕色粉末。
硫化镁可由硫或硫化氢与镁作用制得。高炉炼铁中脱硫也运用了此反应：
Mg + S → MgS
硫化镁为氯化钠型结构，化学性质类似于其他离子性的硫化物，如硫化钠、硫化钡和硫化钙。它很容易与氧气反应生成硫酸镁，且与水反应，生成氢氧化镁沉淀并放出硫化氢气体。
硫化镁可用于：
- 钢铁脱硫[3]
- 制取荧光粉
- 用作宽能带间隙的半导体